# Ascochyta brachypodii
Ascochyta brachypodii är en svampart som först beskrevs av Hans Sydow, och fick sitt nu gällande namn av R. Sprague & Aar.G. Johnson 1950. Ascochyta brachypodii ingår i släktet Ascochyta, ordningen Pleosporales, klassen Dothideomycetes, divisionen sporsäcksvampar och riket svampar.   Inga underarter finns listade i Catalogue of Life.